# Album II
| Recensione              | Giudizio |
| ----------------------- | -------- |
| AllMusic                |          |
| Robert Christgau        | B+       |
| Dizionario del Pop-Rock |          |
| 24.000 dischi           |          |

Album II è il secondo album del cantautore folk-rock statunitense Loudon Wainwright III, pubblicato dalla casa discografica Atlantic Records nel luglio del 1971.

## Tracce

### LP
Lato A (ST-A-712161 PR)
Testi e musiche di Loudon Wainwright III.
1. Me and My Friend the Cat – 3:16
2. Motel Blues – 2:43
3. Nice Jewish Girls – 2:02
4. Be Careful, There’s a Baby in the House – 3:17
5. a. I Know I'm Unhappy / b. Suicide Song / c. Glenville Reel – 3:03
6. Saw Your Name in the Paper – 2:07

Lato B (ST-A-712162 PR)
Testi e musiche di Loudon Wainwright III, eccetto dove indicato.
1. Samson and the Warden – 2:59
2. Plane, Too – 3:05
3. Cook That Dinner, Dora – 2:00
4. Old Friend – 2:52
5. Old Paint – 3:46 (Tradizionale; arrangiamento di Loudon Wainwright III)
6. Winter Song – 3:26

## Musicisti
- Loudon Wainwright III – voce, chitarra
- Kate McGarrigle – voce (brano: "Old Paint")
- Saul Broudy – armonica (brano: "Old Paint")

Note aggiuntive
- Loudon Wainwright III – produttore (brani: "Motel Blues" / "Nice Jewish Girls" / "Be Careful, There’s a Baby in the House" / " I Know I’m Unhappy" / "Suicide Song" / "Saw Your Name in the Paper" / "Samson and the Warden" / "Plane; Too" / "Old Friend" / "Old Paint" / "Winter Song")
- Milton Kramer – produttore (brani: "Me and My Friend the Cat" / "Glenville Reel" / "Cook That Dinner, Dora")
- Registrazioni effettuate al "Intermedia Sounds", Boston, Massachusetts
- Michael Leary – ingegnere delle registrazioni, ingegnere del remixaggio
- Peter Hujar – foto copertina frontale album originale
- Michael Kramer e Andrew Wainwright – foto retrocopertina album originale
- Haig Adishian – design copertina album originale [7]